# Kutluiúlovo
Kutluiúlovo (en rus: Кутлуюлово) és un poble de Baixkíria, a Rússia, que en el cens del 2010 tenia 277 habitants. Pertany al districte de Iermolàievo.